# Clot del Roure
El Clot del Roure és un clot -petita vall molt tancada- del municipi de Castell de Mur, al Pallars Jussà, a l'antic terme de Mur, en terres del poble de Vilamolat de Mur.
Està situat a l'est-sud-est del nucli del poble, hi discorre la llau del Clot del Roure. És al sud-est de la Solana de Nadal i al sud-oest de l'Arner de Petit.